# Geodia stromatodes
Geodia stromatodes är en svampdjursart som först beskrevs av Uliczka 1929.  Geodia stromatodes ingår i släktet Geodia och familjen Geodiidae.
Artens utbredningsområde är havet kring Brittiska Jungfruöarna. Inga underarter finns listade i Catalogue of Life.